# Jarl Borssén
Jarl Anders Lennart Borssén (* 14. März 1937 in Borås; † 21. Dezember 2012 in Munka-Ljungby, Skåne län) war ein schwedischer Schauspieler und Komiker.

## Leben und Wirken
Borssén hatte sein erstes professionelles Engagement 1966 am Theater Folkan in Stockholm. Der Durchbruch gelang ihm 1969 mit der Fernsehserie Partaj. Im Erotikfilm Kyrkoherden (wörtlich: Der Pfarrer, deutscher Titel: Die mannstollen Weiber) vom selben Jahr spielte Borssén die Hauptrolle. Im Film Pippi in Taka-Tuka-Land aus dem Jahr 1970 spielte er den Seeräuberkapitän Blutsvente. Von 1976 bis 1979 spielte er in Hagge Geigerts Revue in Göteborg. Wirklich populär wurde er durch die Fernsehsendung Gäster med gester, die ab 1982 gesendet wurde.
Danach verließ Borssén das Theater und hielt stattdessen Vorlesungen in Fächern wie Verkauf und Beziehungstechnik. Seine Rückkehr auf die Bühne erfolgte zur Jahrtausendwende, als er die Neujahrsrevue in seiner Heimatstadt Borås spielte.
Als Geschichtenerzähler ist er in den Fernsehsendungen Pratmakarna (Die Schwätzer) und Har du hört den förut? (Hast du schon gehört?) aufgetreten. Eine ernste Rolle spielte er in Carin Mannheimers Serie Svenska hjärtan (Das schwedische Herz).
Borssén hatte große Erfolge in der Arlövsrevue 2003–2005 und spielte dort u. a. mit Siw Malmkvist, Hasse „Kvinnaböske“ Andersson, Monica Forsberg und Kent Nilsson. Jarl Borssén verstarb im Dezember 2012 im Alter von 75 Jahren in Munka-Ljungby, Skåne län.

## Filmografie
- 1967: De löjliga preciöserna
- 1968: Jag älskar, du älskar
- 1968: Fanny Hill
- 1969: Die mannstollen Weiber (Kyrkoherden)
- 1969: Pippi Langstrumpf (Pippi Långstrump), Fernsehserie
- 1970: Som hon bäddar får han ligga
- 1970: Pippi in Taka-Tuka-Land (Pippi Långstrump på de sju haven)
- 1977: 91:an och generalernas fnatt
- 1978: Die Abenteuer des Herrn Picasso (Picassos äventyr)
- 1979: Katitzi (Fernsehserie)
- 1980: Vitsuellt (Fernsehserie)
- 1980: Sverige åt svenskarna
- 1982: Jönssonligan & Dynamit-Harry
- 1982: Gäster med gester (Fernsehserie)
- 1982: Zombie (Fernsehserie)
- 1983: Vid din sida (Fernsehserie)
- 1985: Hålet (Fernsehserie)
- 1985: Examen (Fernsehfilm)
- 1986: Kulla Gulla
- 1986: Jönssonligan dyker upp igen
- 1987–1989: Svenska hjärtan (Fernsehserie)